# Turk Murphy
Turk Murphy (Palermo, Kalifornia, 1915. december 16. – San Francisco, Kalifornia, 1987. május 30.) harsonás, zenekarvezető. Együttesével revival dixielandet játszott.

## Lemezei
- 1950 San Francisco Jazz, Vol. 1
- 1951 San Francisco Jazz, Vol. 2
- 1952 Turk Murphy with Claire Austin
- 1953 Barrelhouse Jazz
- 1954 When the Saints Go Marching In
- 1954 Music of Jelly Roll Morton
- 1955 Dancing Jazz
- 1956 New Orleans Jazz Festival
- 1957 New Orleans Shuffle
- 1957 George Lewis & Turk Murphy at Newport
- 1957 Music for Losers
- 1958 Turk Murphy at Easy Street
- 1958 Live at Easy Street, Vol. 1
- 1959 Turk Murphy at the Round Table
- 1959 Music for Wise Guys and Boosters
- 1962 Let the Good Times Roll
- 1972 In Concert, Vol. 1
- 1972 Turk Murphy and His San Francisco Jazz Band, Vol. 2
- 1972 In Concert, Vol. 2
- 1972 Turk Murphy
- 1972 Turk Murphy and His San Francisco Jazz Band, Vol. 1
- 1972 Turk Murphy's Jazz Band (Merrymakers)
- 1973 Frisco Jazz Band, Live!
- 1973 The Earthquake McGoon Recordings
- 1980 A Natural High
- 1986 Concert in the Park
- 1986 San Francisco Memories
- 1986 Southern Stomps
- 1987 Turk at Carnegie
- 1995 San Francisco Jazz
- 1995 Turk Murphy's San Francisco Jazz Band
- 1995 Sentimental Journeys
- 1995 Live from the Rathskellar, Vol. 2
- 1995 Live from the Rathskellar, Vol. 1
- 1998 Live at Carson Hot Springs
- 2000 Recorded Live at the Cinegrill